# Hrabstwo Woodbury

Piramida wieku hrabstwa

Hrabstwo Woodbury (ang. Woodbury County) – hrabstwo w stanie Iowa w Stanach Zjednoczonych. Hrabstwo zajmuje powierzchnię lądową 2 260,00 km². Według szacunków US Census Bureau w roku 2006 liczyło 102 972 mieszkańców. Siedzibą hrabstwa jest miasto Sioux City.

## Miasta
- Anthon
- Bronson
- Correctionville
- Cushing
- Danbury
- Hornick
- Lawton
- Moville
- Oto
- Pierson
- Salix
- Sergeant Bluff
- Sioux City
- Sloan
- Smithland